# Blue Diamonds

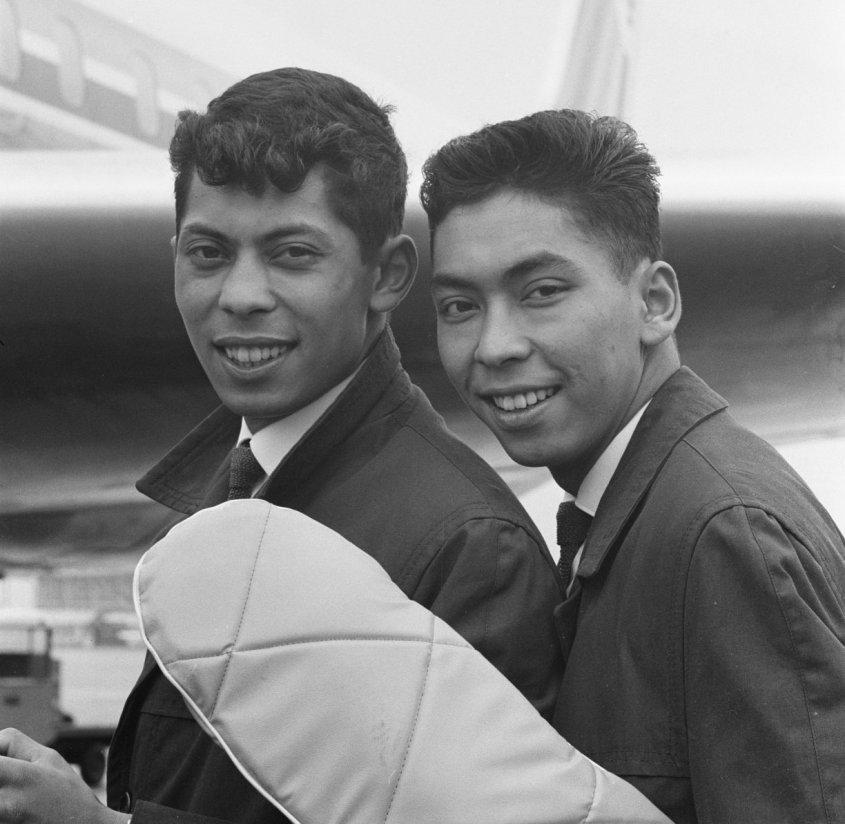
Die Blue Diamonds (1962)

Die Blue Diamonds waren ein niederländisches Doo-Wop-Duo, das in den 1960er Jahren auch im deutschsprachigen Raum erfolgreich war.

## Biografie
Ruud de Wolff (* 12. Mai 1941; † 18. Dezember 2000) und Riem de Wolff (* 15. April 1943; † 12. September 2017) wurden in Indonesien geboren. Zusammen mit ihren Eltern, ihrer Schwester und ihrem jüngeren Bruder kamen die beiden 1949 in die Niederlande. Auf Wunsch ihres Vaters lernten sie Gitarre spielen und gründeten, nachdem sie sich soweit selbst beim Singen begleiten konnten, Ende der 1950er Jahre eine Band. Bei einem Auftritt anlässlich eines Kulturfestes wurden sie entdeckt und erhielten 1959 einen Plattenvertrag unter dem Künstlernamen „Blue Diamonds“. Die erste Single Till I Kissed You, eine Coverversion des Erfolgstitels der Everly Brothers, verkaufte sich so gut, dass man es mit weiteren Titeln der Everly Brothers versuchte.

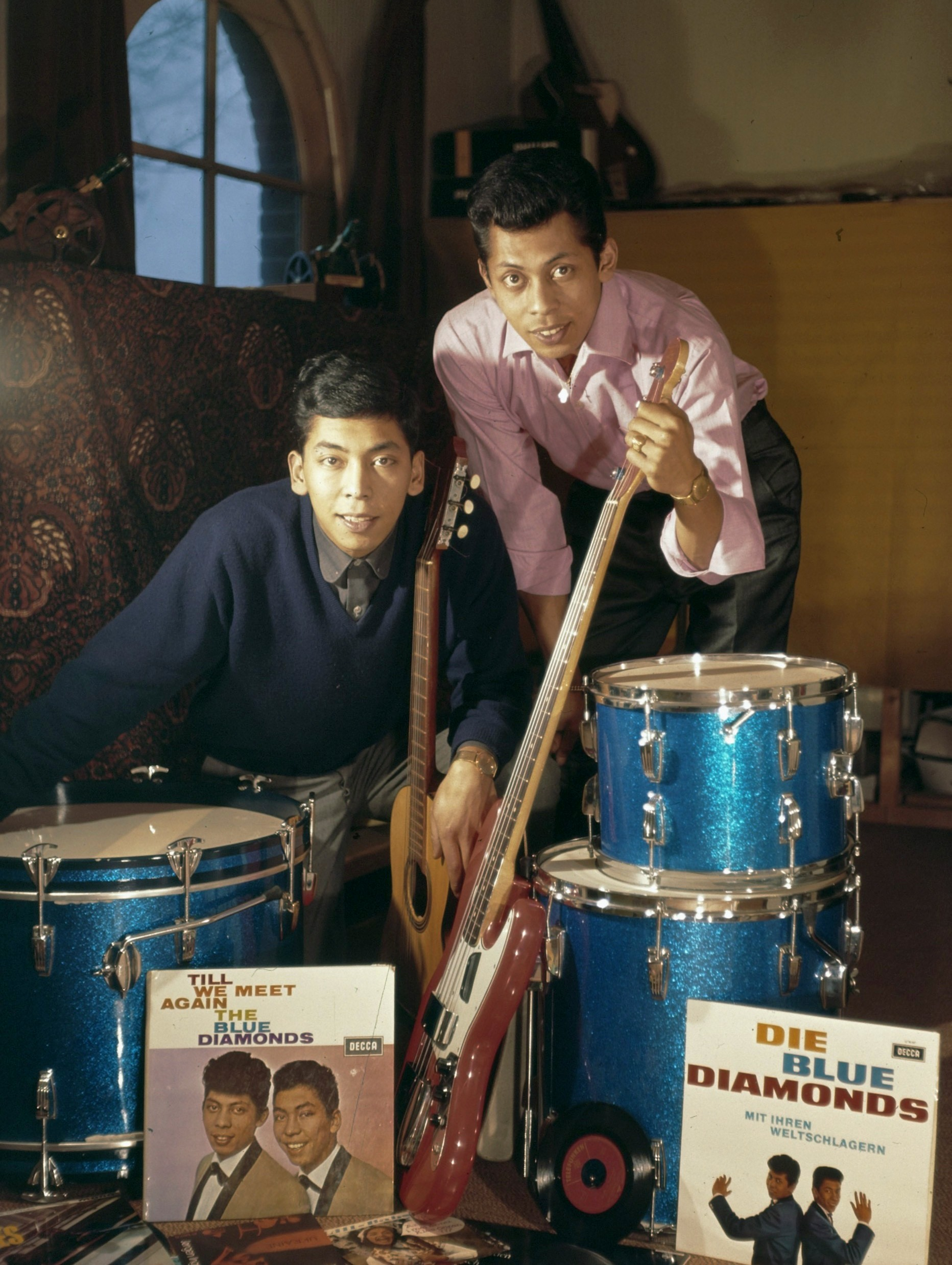
Die Blue Diamonds (ca. 1962)

Der Produzent Jack Bultermann holte aus den Archiven ältere Titel hervor, verpasste ihnen ein zeitgemäßes Arrangement und bot sie dem jungen Duo an. Noch bevor die Titel auf Schallplatte erschienen, wurde das Duo in das niederländische Fernsehen eingeladen, wo sie den Titel Ramona vorstellten. Dabei handelt es sich um einen Titel aus dem Jahr 1928, der seinerzeit ein langsamer Walzer war. Die Blue Diamonds machten einen flotten Foxtrott daraus. Es wurde ihr größter Erfolg. Nachdem sich der Titel in den Niederlanden bereits 250.000 mal verkauft hatte, wurde er auch in Deutsch aufgenommen, und das Duo hatte damit in Deutschland seinen größten Hit, für den sie auch die Goldene Schallplatte erhielten. Insgesamt wurde Ramona von den Blue Diamonds in fünf Sprachen veröffentlicht, und mit der englischen Fassung konnte sich der Titel sowohl in den US-Charts als auch in den britischen Hitlisten platzieren. In Spanien und Frankreich entwickelte sich Ramona ebenfalls zu einem Hit. In Deutschland wurden die Blue Diamonds Gäste in zahlreichen Fernsehshows und waren auch in zwei Spielfilmen zu sehen und zu hören. In dem Film Ramona war das Lied der Blue Diamonds nur am Anfang kurz zu hören, in voller Länge wurde es dort von Willy Hagara gesungen.
1962 wurden die beiden zum Militär eingezogen und mussten daher eine Pause in ihrer Karriere einlegen. Doch schon 1963 gelang ihnen mit der deutschen Aufnahme von Sukiyaki – basierend auf einem Lied Kyū Sakamotos – ein weiterer Riesenhit. 1965 nahmen die Blue Diamonds an den Deutschen Schlager-Festspielen teil. Ihr Titel Gib dein Wort, Linda Lou erreichte Platz 6. Es war gleichzeitig ihr letzter Titel, mit dem sie in die deutschen Schlagerparaden kamen. Im selben Jahr heiratete Ruud de Wolff die mexikanische Sängerin Leda Moreno. 1971 waren sie im heimatlichen Holland die Stars in dem Musical Zehn Millionen Gebote, das so erfolgreich lief, dass es auch in anderen Ländern zur Aufführung kam, auch dort unter Mitwirkung der Blue Diamonds. In Deutschland wurde das Musical durch eine Fernsehfassung bekannt. Die Popularität der Blue Diamonds kam auch durch erfolgreiche Tourneen durch Europa, Asien und Mittelamerika zum Ausdruck. Ihr weltweites Repertoire wird auf 130 Titel geschätzt, ihr Plattenumsatz lag bei zwanzig Millionen.
Am 18. Dezember 2000 starb Ruud de Wolff in Driebergen. Sein Bruder Riem trat anschließend gelegentlich noch mit seinem Sohn Steffen auf. Riem de Wolff starb am 12. September 2017 in Blaricum (Niederlande).

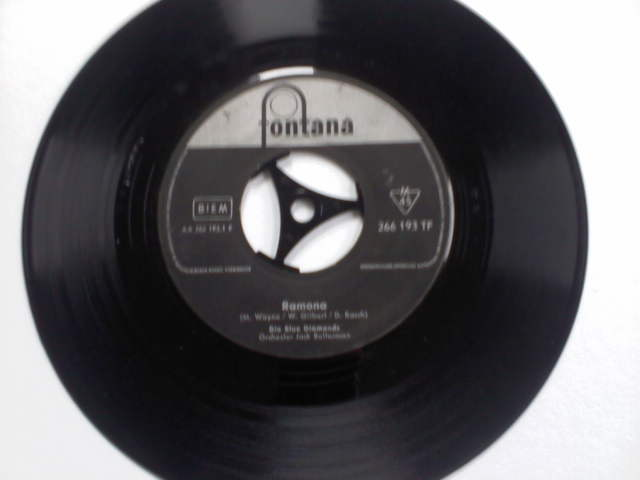
Mit Ramona (1960) feierten die Blue Diamonds großen Erfolg

## Diskografie

### Alben (Auswahl)
| Jahr | Titel                               | Höchstplatzierung, Gesamtwochen, AuszeichnungChartsChartplatzierungen (Jahr, Titel, Platzierungen, Wochen, Auszeichnungen, Anmerkungen) | Anmerkungen |
| Jahr | Titel                               | NL | Anmerkungen |
| ---- | ----------------------------------- | --- | ----------- |
| 1981 | Zingend tussen twee werelden        | NL7 (10 Wo.)NL |             |
| 1985 | De best van...                      | NL62 (1 Wo.)NL |             |
| 1986 | 25 jaar                             | NL4 (19 Wo.)NL |             |
| 1995 | 35 Jaar The Blue Diamonds           | NL53 (8 Wo.)NL |             |
| 2015 | The Golden Years Of Dutch Pop Music | NL42 (2 Wo.)NL |             |

### Singles
| Jahr | Titel Album                                      | Höchstplatzierung, Gesamtwochen/‑monate, AuszeichnungChartplatzierungen (Jahr, Titel, Album, Platzierungen, Wochen/Monate, Auszeichnungen, Anmerkungen) | Höchstplatzierung, Gesamtwochen/‑monate, AuszeichnungChartplatzierungen (Jahr, Titel, Album, Platzierungen, Wochen/Monate, Auszeichnungen, Anmerkungen) | Höchstplatzierung, Gesamtwochen/‑monate, AuszeichnungChartplatzierungen (Jahr, Titel, Album, Platzierungen, Wochen/Monate, Auszeichnungen, Anmerkungen) | Anmerkungen             |
| Jahr | Titel Album                                      | DE | US | NL | Anmerkungen             |
| ---- | ------------------------------------------------ | --- | --- | --- | ----------------------- |
| 1960 | Ramona                                           | DE1 Gold · (7 Mt.)DE | US72 (5 Wo.)US | — | Verkäufe: + 1.000.000   |
| 1961 | Wie damals in Paris                              | DE3 (5 Mt.)DE | — | — |                         |
| 1961 | Ahoi-Ohé                                         | DE11 (4 Mt.)DE | — | — |                         |
| 1961 | Ein Schiff fährt nach Shanghai                   | DE13 (5 Mt.)DE | — | — |                         |
| 1962 | Blaues Boot der Sehnsucht (Little ship)          | DE13 (5 Mt.)DE | — | — |                         |
| 1962 | Angelina, laß das Weinen                         | DE30 (2 Mt.)DE | — | — |                         |
| 1963 | My Sunny Sunshine                                | DE37 (2 Mt.)DE | — | — |                         |
| 1963 | Sukiyaki                                         | DE2 (5 Mt.)DE | — | — |                         |
| 1964 | Sweet Lorraine, komm wieder                      | DE36 (1 Mt.)DE | — | — |                         |
| 1964 | Rag Mop                                          | DE40 (1 Mt.)DE | — | — |                         |
| 1965 | Gib dein Wort, Linda Lou                         | DE39 (½ Mt.)DE | — | — |                         |
| 1965 | That’ll Be The Day                               | — | — | NL9 (13 Wo.)NL | mit The Everly Brothers |
| 1971 | Ja, es steht schon bei den Propheten geschrieben | DE42 (1 Wo.)DE | — | — |                         |

grau schraffiert: keine Chartdaten aus diesem Jahr verfügbar

## Filmografie
- 1961: Ramona – Regie: Paul Martin
- 1961: … und du mein Schatz bleibst hier – Regie: Franz Antel
- 1961: Davon träumen alle Mädchen – Regie: Thomas Engel